# Calyptranthes nigricans
Calyptranthes nigricans är en myrtenväxtart som beskrevs av Dc.. Calyptranthes nigricans ingår i släktet Calyptranthes och familjen myrtenväxter. Inga underarter finns listade i Catalogue of Life.